# Les Demidov
Pour plus de détails, voir Fiche technique et Distribution.
Les Demidov (en russe : Демидовы) est un drame historique soviétique réalisé par Yaropolk Lapchine (ru), sorti en 1983, la chronique romancée de la famille Demidoff, la plus importante dynastie industrielle de Russie, propriétaire de fonderies et de mines de fer.

## Fiche technique
- Titre : Les Demidov
- Titre original : Демидовы, Demidovy
- Réalisation : Yaropolk Lapchine (ru)
- Scénario : Édouard Volodarski, Vladimir Akimov
- Photographie : Anatoli Lesnikov
- Directeur artistique : Youri Istratov
- Musique : Iouri Levitine
- Textes des chansons : Viktor Bokov (ru)
- Son : Margarita Tomilova
- Pays d'origine :  Union soviétique
- Production : Sverdlovsk Film Studio
- Format : Couleurs
- Langue : russe
- Genre : drame historique
- Durée : 147 minutes
- Date de sortie : 1983

## Distribution
- Evgueni Evstigneïev : Nikita Demidoff
- Vadim Spiridonov : Akinfi Demidov
- Alexandre Lazarev : Pierre le Grand
- Leonid Kouravliov : Menchikov
- Mikhaïl Kozakov : von Biron
- Tatiana Tachkova (ru) : Maria
- Lioubov Polekhina (ru) : Evdokya Korobova-Demidova
- Lioudmila Tchourssina (ru) :Catherine Ire
- Lidia Fedosseïeva-Choukchina (ru) : Anna Ivanovna, impératrice de Russie
- Valery Zolotoukhine : Panteleï
- Youri Nazarov : Strenberg
- Lev Borissov (ru) : Krot
- Vsevolod Larionov : Andreï Ouchakov (ru)
- Oleg Vidov : Nefedov
- Vladimir Balachov : Georg Wilhelm de Hennin
- Youri Sarantsev : voïvode
- Alexandre Iermakov (ru) : Grigori
- Mikhaïl Zorine (ru) : Viazemski
- Vassili Korzoun (ru) : Vassili Tatichtchev
- Nikolaï Merzlikine (ru) : Platon
- Nikolaï Skorobogatov (ru) : Goudiline
- Igor Bogolioubov (ru) : Yakov
- Mikhaïl Vassiliev (ru) : marchand Korablev
- Anatoli Azo : soldat
- Vera Titova (ru) : femme de Nikita Demidov
- Nadejda Gorchkova (ru) : Glacha, fille de Goudiline
- Lioubov Tichtchenko (ru) : femme de Goudiline
- Nikolaï Badiev (ru) :
- Evgueni Gvozdev (ru) :
- Igor Yefimov (ru) :
- Valeri Kozinets (ru) :
- Mikhaïl Botcharov : Koulebiaka
- Vitali Tchetkov : fils de Menchikov

## Récompenses et distinctions
- 1984 : Diplôme spécial au 17e Festival du film de toute la Russie à Kiev